# 2001 في فنلندا
فيما يلي قوائم الأحداث التي وقعت خلال عام 2001 في فنلندا.

## أفلام
من الأفلام التي صدرت هذه السنة في فنلندا:
- 1 يناير – الشفرة

## كتب
من الكتب التي صدرت هذه السنة في فنلندا:
- 1 يناير – للمرح فقط من تأليف لينوس تورفالدس.

## وفيات

### أبريل
- 4 أبريل – ليسي أوترما (مواليد 1915) عالمة فلك فنلندية.

### يونيو
- 27 يونيو – توفي يانسون (مواليد 1914)[1]

### سبتمبر
- 7 سبتمبر – سبيدي باسانن (مواليد 1930)

### نوفمبر
- 26 نوفمبر – نيلس أسلك فالكيابا (مواليد 1943)[2]